# Chris Conty
Pour les articles homonymes, voir Conty (homonymie).
Chris Conty est un personnage fictif, chanteur pop, créé de toutes pièces par Jean-Jacques Nyssen pour le spectacle "Hommage à Chris Conty", puis dans le film de Benoît Finck réalisé en 2006 et diffusé sur Canal+.

## La falsification
Ce personnage fictif est un chanteur pop belge des années 1970. C’est Jean-Jacques Nyssen qui enregistre les chansons datées des années 1970 du chanteur, afin de pouvoir sortir un disque qui soit reçu au premier degré, avec le contexte de l’époque.
Il fait le sujet du documentaire Que reste-t-il de Chris Conty ?, coproduit par 24 Images et Madre Films et diffusé sur Canal+. Il y est présenté comme un personnage réel dont on suit la carrière. Pour rendre plus crédible le personnage, plusieurs supports ont été créés comme de fausses pochettes de 45-tours, des témoignages de vraies stars, sites internet de fans… On pouvait même télécharger ses tubes sur le site d'eMule.

## Biographie
Sa biographie imaginaire est :
- 1946, naissance de Christian Gillebert à Bastogne en Belgique.
- 1957, il perd son père alors qu'il n'a que 11 ans. Il aurait commencé sa carrière par quelques reprises sur des scènes locales ;
- 1966, il enregistre son premier 45-tours après avoir gagné un radiocrochet ;
- octobre 1969, sortie de son premier 33 tours mais en février 1970, à la suite d'un violent désaccord entre l’artiste et le producteur, le disque est retiré de la vente et tout le stock est pilonné. Il s’exile en France et devient Chris Conty ;
- 1973, il est assistant technique des musiciens de l’opéra rock « la Révolution française » ; il aurait alors rencontré plusieurs stars dont Michel Fugain qui lui propose, en vain, d’intégrer le Big Bazar. Il sort son premier album « Je ne connais que ce cri » où il prône la non-violence ;
- janvier 1975, il enregistre un 45 tours « Jolie Poupée », dans le but de représenter le Luxembourg au Concours Eurovision de la chanson 1975 mais refuse de passer les dernières présélections. Il aurait enregistré plusieurs titres notamment avec une chorale pacifiste nue ;
- 1977, première partie dans un concert de Salvatore Adamo. Il réalise également une tournée furtive au Japon ;
- mars 1978, Chris Conty, sujet à une dépression, tente de mettre fin à ses jours par défenestration du haut de sa chambre d’hôtel. Il disparaît de la scène médiatique pendant deux ans et demi ;
- 1980, il sort un nouvel album « Partance » et refait quelques apparitions dans des salles alternatives ;
- 25 octobre 1981, il disparaît dans le métro de Berlin.